# Sefer chasidim
Sefer chasidim (hebr. Księga pobożnych) – najważniejszy tekst powstały w kręgu mistyków tzw. chasydyzmu niemieckiego, którego rozkwit przypada na okres XII i XIII wieku. Jest kompilacją spuścizny po trzech głównych przedstawicielach tego nurtu: Jehudzie Chasydzie, jego ojcu Samuelu i jego uczniu Eleazarze z Wormacji, przy czym największą część stanowią nauki Jehudy Chasyda. 
Literacko słabo opracowana, jest luźnym zbiorem nauk i opowieści, egzegez biblijnych i nieraz cudownych opowieści. Odbija w sobie obraz życia Żydów w średniowiecznych Niemczech.
Istotą księgi jest przedstawienie nowego ideału pobożności, na który składają się: odwrócenie się od rzeczy tego świata, zobojętnienie duszy i skrajny altruizm. Wizja świata zawarta w księdze jest głęboko pesymistyczna, jedynie nadzieja przyszłego odkupienia jest źródłem optymizmu. Księga postuluje całkowite odrzucenie mieszczańskiego stylu życia i pogardę dla pieniądza. Prawdziwy chasyd powinien być nieczuły na obelgi i znosić wszelką hańbę.
Rygoryzm religijny zalecany przez chasydów niemieckich przekraczał zalecenia halachy. Pobożny powinien trzymać się prawa niebios - din szamajjim - przekraczającego prawo Tory w wydaniu halachicznym.
Ideał życia pobożnego propagowany przez Sefer chasidim pozostawał dominujący w Niemczech aż do XVII w. i rozprzestrzenienia się kabały luriańskiej